# Fortune Global 500 (2019)
 (août 2024).
Si vous disposez d'ouvrages ou d'articles de référence ou si vous connaissez des sites web de qualité traitant du thème abordé ici, merci de compléter l'article en donnant les références utiles à sa vérifiabilité et en les liant à la section « Notes et références ».
Navigation
Fortune Global 500 (2018) Fortune Global 500 (2020)
Le Fortune Global 500 (2019) est le classement établi par le magazine économique américain Fortune des 500 plus grandes entreprises mondiales classées par leur chiffre d'affaires de 2018,,.

## Classement des entreprises...

### … par CA
Le tableau ci-dessous présente les 15 plus grandes entreprises mondiales classées par chiffre d'affaires en 2018, selon le classement Fortune Global 500 publié en 2019 par le magazine Fortune. Les chiffres d'affaires sont exprimés en millions de dollars américains.
| Rang | Nom                                  | Siège social | Pays            | Chiffre d'affaires (millions $) | Bénéfice (millions $) | Employés  | Branche                | Directeur général (CEO) | Évolution 2018 |
| ---- | ------------------------------------ | ------------ | --------------- | ------------------------------- | --------------------- | --------- | ---------------------- | ----------------------- | -------------- |
| 1.   | Walmart                              | Bentonville  | États-Unis      | 523 964                         | 14 881                | 2 200 000 | Commerce de détail     | C. Douglas McMillon     | =              |
| 2.   | Sinopec                              | Pékin        | Chine           | 407 009                         | 6 793,2               | 582 648   | Pétrole et Gaz         | Wang Yupu               | =              |
| 3.   | State Grid                           | Pékin        | Chine           | 383 906                         | 7 970                 | 907 677   | Énergie                | Xin Baoan               | +2             |
| 4.   | China National Petroleum Corporation | Pékin        | Chine           | 379 130                         | 4 443,2               | 1 344 410 | Pétrole et Gaz         | Li FanRong              | =              |
| 5.   | Royal Dutch Shell                    | La Haye      | Pays-Bas        | 352 106                         | 15 842                | 83 000    | Pétrole et Gaz         | Ben van Beurden         | -2             |
| 6.   | Saudi Aramco                         | Dhahran      | Arabie saoudite | 329 784                         | 88 210,9              | 79 000    | Énergie                | Amin H. Nasser          | =              |
| 7.   | Volkswagen AG                        | Wolfsburg    | Allemagne       | 282 760                         | 15 542                | 671 205   | Automobile             | Herbert Diess           | +2             |
| 8.   | BP                                   | Londres      | Royaume-Uni     | 282 616                         | 4 026                 | 72 500    | Pétrole et Gaz         | Robert W. Dudley        | -1             |
| 9.   | Amazon                               | Seattle      | États-Unis      | 296 274                         | 10 562                | 798 000   | Commerce électronique  | Jeff Bezos              | +4             |
| 10.  | Toyota Motor Corporation             | Toyota       | Japon           | 275 288                         | 19 096,2              | 359 542   | Automobile             | Akio Toyoda             | =              |
| 11.  | ExxonMobil                           | Irving       | États-Unis      | 264 938                         | 14 340                | 74 900    | Pétrole et Gaz         | Darren Woods            | -3             |
| 12.  | Apple                                | Cupertino    | États-Unis      | 260 174                         | 55 256                | 137 000   | Technologie            | Tim Cook                | =              |
| 13.  | CVS Health                           | Woonsocket   | États-Unis      | 256 776                         | 6 634                 | 290 000   | Assurance & Pharmacie  | Larry J. Merlo          | =              |
| 14.  | Berkshire Hathaway                   | Omaha        | États-Unis      | 254,616                         | 81 417                | 391 500   | Finance                | Warren Buffet           | -2             |
| 15.  | UnitedHealth Group                   | Minnetonka   | États-Unis      | 242 155                         | 13 839                | 325 000   | Assurance et Bien-être | David S. Wichmann       | -1             |

Source : Fortune
Pour le nombre d'entreprises par pays, regarder cette carte : 

### ... par bénéfice
| Rang | Nom                                   | Bénéfice (millions $) |
| ---- | ------------------------------------- | --------------------- |
| 1.   | Saudi Aramco                          | 88 210,9              |
| 2.   | Berkshire Hathaway                    | 81 417                |
| 3.   | Apple                                 | 55 256                |
| 4.   | Industrial & Commercial Bank of China | 45 194,5              |
| 5.   | Microsoft                             | 39 240                |
| 6.   | China Construction Bank               | 38 609,7              |
| 7.   | JPMorgan Chase                        | 36 431                |
| 8.   | Alphabet                              | 34 343                |
| 9.   | Agricultural Bank of China            | 30 701,2              |
| 10.  | Bank of America                       | 27 430                |